# Идеальная жидкость
Идеа́льная жи́дкость — в гидродинамике — абстрактная жидкость (сжимаемая или несжимаемая), в которой отсутствует вязкость. Из-за отсутствия вязкости в ней нет касательных напряжений между двумя соседними слоями жидкости.
Моделью идеальной жидкости пользуются при теоретическом рассмотрении задач, в которых вязкость не является определяющим фактором и ею можно пренебречь. В частности, такая идеализация допустима во многих случаях течения, рассматриваемых гидроаэромеханикой, и даёт хорошее описание реальных течений жидкостей и газов на достаточном удалении от омываемых твёрдых поверхностей и поверхностей раздела с неподвижной средой. Математическое описание течений идеальных жидкостей позволяет найти теоретическое решение ряда задач о движении жидкостей и газов в каналах различной формы, при истечении струй и при обтекании тел.